# Рогожники
Рого́жніки (рос. Рогожники) — присілок у складі Котельницького району Кіровської області, Росія. Входить до складу Морозовського сільського поселення.
Населення становить 2 особи (2010).